# Musique djiboutienne

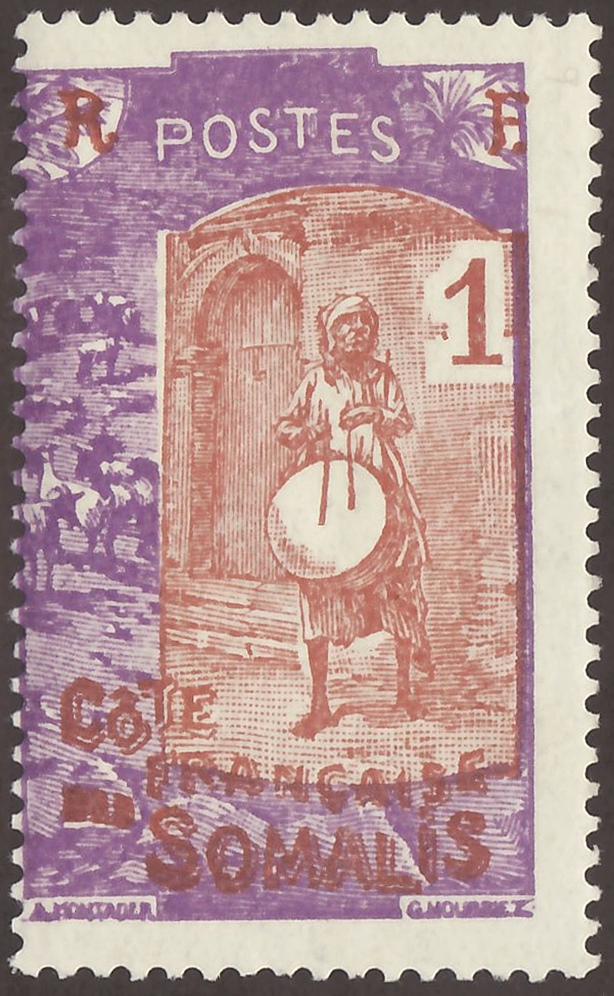
Timbre dans lequel est représenté un musicien djiboutien.

La musique djiboutienne se caractérise par la poésie, si bien qu'écouter une chanson djiboutienne c'est d'abord prêter attention à sa signification. L'artiste berce les auditeurs dans la gaieté des refrains et de la tournure des phrases. Souvent chanté par un couple, un morceau est joué sous forme de tour de passe-passe entre un homme et une femme, l'un racontant ses sentiments et son amour, voire sa passion pour l'autre, jusqu'à ce que l'autre accepte ou rejette cette offre.
La chanson djiboutienne se distingue également par le « gouux », une voix grave et sensuelle qui souligne la passion de l'artiste pour son œuvre. 

## Histoire
Djibouti est un pays multiethnique. Les deux groupes ethniques les plus importants sont les Somaliens et les Afars. Il y a également un certain nombre de résidents arabes, éthiopiens et européens (français et italiens). La musique traditionnelle afar ressemble à la musique folklorique d'autres régions de la Corne de l'Afrique, comme l'Éthiopie, et contient également des éléments de musique arabe. L'histoire de Djibouti est consignée dans la poésie et les chants de son peuple nomade et remonte à des milliers d'années, à une époque où les peuples de Djibouti échangeaient des peaux contre les parfums et les épices de l'Égypte, de l'Inde et de la Chine anciennes. La littérature orale afar est également très musicale. Les Somaliens ont un riche patrimoine musical centré sur le folklore traditionnel somalien. La plupart des chansons somaliennes sont pentatoniques, c'est-à-dire qu'elles n'utilisent que cinq hauteurs par octave, contrairement à une échelle heptatonique (sept notes) telle que la gamme majeure. À première vue, la musique somalienne peut être confondue avec les sons des régions voisines telles que l'Éthiopie, le Soudan ou la péninsule arabique, mais elle est en fin de compte reconnaissable à ses propres mélodies et styles. La musique populaire djiboutienne moderne remonte à la fin des années 1940. Les chansons somaliennes sont généralement le fruit d'une collaboration entre les paroliers (midho), les auteurs-compositeurs (laxan) et les chanteurs (codka ou « voix »). Le balwo est un style musical somalien centré sur les thèmes amoureux, populaire à Djibouti.
L'hymne national de Djibouti est Djibouti, adopté en 1977 avec les paroles d'Aden Elmi et la musique d'Abdi Robleh. La « poésie miniature », inventée par un chauffeur de camion nommé Abdi Deeqsi, est bien connue à Djibouti ; il s'agit de poèmes courts (balwo), concernant principalement l'amour et la passion. Ils interprètent des musiques et des danses issues de deux des principales ethnies de Djibouti (Somali, Afar), interviennent régulièrement dans les émissions de la radio et de la télévision djiboutienne et se produisent en tant que représentants de la culture djiboutienne à travers le monde. Ce festival attire des artistes de tout le pays, et les enregistrements en direct des têtes d'affiche sont très appréciés du public international. Parmi les artistes les plus connus figurent les Dinkara et les Aïdarous. Le gouvernement soutient plusieurs organisations qui se consacrent à la préservation de la culture et de la danse traditionnelles.
Les instruments traditionnels djiboutiens comprennent le tanbura, la lyre et l'oud, souvent accompagnés de petits tambours et d'une flûte de roseau en arrière-plan. 

## Institutions musicales
La première station de radio à Djibouti à diffuser de la musique populaire djiboutienne est la radio (ORTF) basée à Djibouti. Elle commence à émettre en 1940 en français, somali, afar et arabe. En 2024, la musique djiboutienne est régulièrement diffusée sur la Radio Télévision de Djibouti, dont le groupe interne est le Groupe RTD (en).

## Groupes et artistes

### Chanteurs notables
- Med Fouad Ali (197, le roi du Qaï[6]), né en 1926.
- Kousse Monday[7].
- Moussa Ibrahin Harred (1945-2008)
- Moumin Bileh Houffaneh (1952-2016)[8]
- Maktireh Med Hassan[9]
- Nima Djama[10]

### Groupes
- Groupe Harbi